# Na'Shan Goddard
(en) Statistiques sur pro-football-reference
(en) Statistiques sur statscrew
Na'Shan Goddard (né le 23 avril 1983 à Dayton) est un joueur américain de football américain. Il joue actuellement avec les Destroyers de Virginie, évoluant en United Football League.

## Carrière

### Université
Goddard entre à l'université de Caroline du Sud et joue pour l'équipe de football américain des Gamecocks.

### Professionnel
Na'Shan Goddard n'est sélectionné par aucune équipe lors du draft de la NFL de 2006. Il signe, peu de temps, avec les Giants de New York comme agent libre non drafté. Non retenu, il tente sa chance dans l'autre franchise de New York, les Jets de New York mais ne joue aucun match.
La saison suivante, il revient chez les Giants mais il fait une saison vierge avant de se diriger vers les Seahawks de Seattle où il joue ses deux premiers matchs comme professionnel. En 2009, il signe avec l'équipe d'entraînement des Saints de la Nouvelle-Orléans et remporte le Super Bowl XLIV même s'il ne joue aucun match.
Il se dirige alors vers l'United Football League, signant avec les Tuskers de Floride avant de voir l'équipe être renommé en Destroyers de Virginie qui remporte le championnat UFL 2011.

## Palmarès
- Équipe des Freshman (nouvelles recrues) de la conférence SEC 2002 selon Sporting News
- Freshman All-American 2002 selon Sporting News
- Vainqueur du Super Bowl XLIV